# Sistematika životinjskog carstva
Napomena: Ovo je prikaz sistematike životinja koja se trenutačno primjenjuje na Wikipediji. S obzirom na to da je biološka sistematika polje aktivnog istraživanja, može se dogoditi da ovaj pregled u nekim detaljima odstupa od sistematika koje se mogu naći u drugim literaturama.
Ova sistematika životinjskog carstva daje pregled klasifikacije svih životinja do razine razreda. Daljnja, dublja podjela nalazi se uz odgovarajuće podgrupe.
Životinjsko carstvo (Animalia) 
- Podcarstvo Mesomycetozoa
  -     - Koljeno Choanoflagellata
    - Koljeno Mesomycetozoea
    - Koljeno Corallochytrea
    - Koljeno Cristidiscoidea
- Podcarstvo Metazoa
  - Odjeljak Parazoa
    - Koljeno spužve (Porifera)
      - Demospongiae
      - Calcarea
      - Hexactinellidae

    - Koljeno Placozoa

  - Odjeljak Eumetazoa
    - Pododjeljak mješinci (Coelenterata) 
      - Koljeno žarnjaci (Cnidaria)
        - Cubozoa
        - Scyphozoa
        - Hydrozoa
        - Anthozoa

      - Koljeno Ctenophora
        - Tentaculata
        - Nuda

    - Pododjeljak bilateralne životinje, (Bilateria)
      - Grupa koljena Protostomia
        - Natkoljeno Chaetognatha
        - Natkoljeno Platyzoa
          - Koljeno plošnjaci (Plathelminthes)
            - virnjaci (Turbellaria)
            - trakavice (Cestoda)
            - jednorodni metilji (Monogenea)
            - metilji (Trematoda)

          - Koljeno Gastrotricha
          - Koljeno Gnathostomulida
          - Koljeno Micrognathozoa
          - Koljeno Kolnjaci (Rotifera, Rotatoria)
          - Koljeno Cycliophora
          - Koljeno Acanthocephala

        - Natkoljeno Ecdysozoa
          - Koljeno Priapulida
          - Koljeno Loricifera
            - Nanaloricidae
            - Pliciloricidae

          - Koljeno Kinorhyncha
          - Koljeno oblići (Nematoda)
            - Adenophorea
            - Secernentea

          - Koljeno Nematomorpha
            - Nectonematoida
            - Gordioida

          - Koljeno Dugoživci (Tardigrada)
            - Heterotardigrada
            - Eutardigrada

          - Koljeno Crvonošci (Onychophora)
            - Peripatidae
            - Peripatopsidae

          - Koljeno člankonošci (Arthropoda) -> Sistematika člankonožaca
            - Potkoljeno Rakovi (Crustacea)
              - Cephalocarida
              - Remipedia
              - Branchiopoda
              - viši rakovi (Malacostraca) -> Sistematika viših rakova
              - Maxillopoda
              - Pentastomida

            - Potkoljeno Kliještari (Chelicerata)
              - Krakači (Pycnogonida)
              - Paučnjaci (Arachnida) (uključujući škorpione)
              - Praklještari (Merostomata)

            - Potkoljeno Uzdušnjaci (Tracheata) 
              - Nadrazred Stonoge (Myriapoda)
                - Chilopoda
                - Symphyla
                - Diplopoda
                - Pauropoda

              - Nadrazred Heksapodi (Hexapoda)
                - kukci (Insecta) -> Sistematika kukaca
                - Dvorepci (Diplura)
                - Bezrepci (Protura)
                - Skokuni (Collembola)

        - Natkoljeno Lophotrochozoa
          - Koljeno Kolutićavci (Annelida)
            - Clitellata
            - Polychaeta

          - Koljeno Mekušci (Mollusca) 
            - Potkoljeno Aculifera
              - Polyplacophora
              - Aplacophora

            - Potkoljeno Conchifera
              - Monoplacophora
              - Puževi (Gastropoda)
              - Scaphopoda
              - Školjke (Bivalvia) -> Sistematika školjki
              - Glavonošci (Cephalopoda)

          - Koljeno Vrpčari (Nemertea)
          - Koljeno Potkovnjaci (Phoronida)
          - Koljeno Entoprocta
          - Koljeno Mahovnjaci (Bryozoa)
            - Stenolaemata
            - Gymnolaemata
            - Phylactolaemata

          - Koljeno Štrcaljci (Sipuncula)
          - Koljeno Zvjezdani (Echiura)
          - Koljeno Progonophora
            - Frenulata
            - Vestimentifera

          - Koljeno Ramenonošci (Brachiopoda)
            - Calciata
            - Lingulata

      - Natkoljeno Deuterostomia
        - Koljeno Žiroglavci (Hemichordata)
          - Enteropneusta
          - Pterobranchia
          - Planctosphaeroidea

        - Koljeno bodljikaši (Echinodermata)
          - Potkoljeno Pelmathozoa
            - Stapčari (Crinoidea)

          - Potkoljeno Eleutherozoa
            - Ježinci (Echinoidea)
            - Zvjezdače (Asteroidea)
            - Trpovi (Holothuroidea)
            - Ophiuroidea
            - Concentricycloidea

        - Koljeno Svitkovci (Chordata) 
          - Potkoljeno Plaštenjaci (Urochordata/Tunicata)
            - Ascidiacea
            - Thaliacea
            - Larvacea

          - Potkoljeno Bezlubanjci (Cephalochordata, Acrania)
          - Potkoljeno Kralježnjaci (Vertebrata/Craniata)
            - Nadrazred Besčeljusti (Agnatha) 
              - Kružnouste (Cyclostomata)

            - Nadrazred Čeljustouste (Gnathostomata) 
              - Red Riba (Pisces) 
                - Hrskavičnjače (Chondrichthyes) -> Sistematika hrskavičnjača
                - Koštunjače (Osteichthyes) -> Sistematika koštunjača
                  - Zrakoperke (Actinopterygii)
                    - Štitonoše (Chondrostei)
                    - Novozrakoperke (Neopterygii)

                  - Mekoperke (Sarcopterygii)
                    - Mnogoperke (Crossopterygii)
                    - dvodihalice (Dipnoi)

              - Red kopneni kralježnjaci (Tetrapoda)
                - vodozemci (Amphibia) -> Sistematika vodozemaca
                - gmazovi (Reptilia) -> Sistematika gmazova
                - ptice (Aves) -> Sistematika ptica
                - sisavci (Mammalia) -> Sistematika sisavaca

## Vanjske poveznice
- Tiersystematik im Tree of Life  Arhivirana inačica izvorne stranice od 21. prosinca 2005. (Wayback Machine) (engleski)
- Tierseiten des Univ. of California Museum of Paleontology (engleski)